# رام حمدان
رام حمدان (به عربی: رام حمدان) یک روستا در سوریه است که در ناحیه معره مصرین واقع شده‌است. رام حمدان ۱٬۷۷۴ نفر جمعیت دارد.